# Thomas Koerfer
Thomas Koerfer est un réalisateur, scénariste et producteur suisse, né à Berne le 23 mars 1944.
Il s'est surtout fait connaître dans les années 1970 par des films comme La Mort du directeur du cirque de puces (avec François Simon) ou L'Homme à tout faire.

## Filmographie
- 1973 : La Mort du directeur du cirque de puces
- 1976 : L'Homme à tout faire
- 1977 : Alzire oder der neue Kontinent[1]
- 1983 : Cœur de braises
- 1985 : Konzert für Alice
- 1991 : De plein fouet
- 1991 : Visages suisses, co-réalisation du film officiel pour le 700e anniversaire de la Confédération Suisse
- 1993 : Henri le vert